# Даханасойское водохранилище
Даханасойское водохранилище (тадж. Обанбори Даҳанасой) — одно из крупнейших водохранилищ в Таджикистане. Расположено на реке Даханасой, в Муджунском джамоате района Деваштич Согдийской области, к востоку от Истаравшана, к югу от Ганчи и Зарнисор и к северо-востоку от села Муджун. Объем 28 млн м³. Плотина построена в 1982 году.
На юго-восточном берегу расположено село Зароб, на южном — села Хазорчашма и Мехробод.